# Laprairie (ancienne circonscription fédérale)
Pour les articles homonymes, voir Prairie et Laprairie (homonymie).
La Prairie (également connue sous le nom de Laprairie) est une ancienne circonscription électorale fédérale située en Montérégie dans le sud du Québec, représentée de 1867 à 1896 et de 1968 à 1997.
C'est l'Acte de l'Amérique du Nord britannique de 1867 qui créa ce qui fut appelé le district électoral de Laprairie. La circonscription sera abolie en 1892 et sera redistribuée parmi les circonscriptions de Châteauguay et de Laprairie—Napierville.
La circonscription réapparut en 1966 à partir des circonscriptions de Beauharnois-Salaberry et Châteauguay—Huntingdon—Laprairie. En 1996, la circonscription fut fusionnée à Brossard—La Prairie.

## Géographie
En 1966, la circonscription comprenait:
- La cité de Saint-Lambert
- Les villes de Brossard, Candiac, Châteauguay, Châteauguay-Centre, Châteauguay Heights, Delson, Greenfield Park, La Prairie, LeMoyne, Léry et Préville
- Les municipalités de paroisse de Saint-Constant, Sainte-Catherine et Kahnawake

En 1976, la circonscription comprenait:
- La cité de Saint-Lambert
- Les villes de Brossard, Candiac, Greenfield Park, La Prairie, LeMoyne
- La municipalité de Notre-Dame

En 1987, la circonscription comprenait:
- Les villes de Brossard, Candiac, La Prairie et Saint-Lambert

## Députés
1867-1896
1. 1867-1887 — Alfred Pinsonneault, Cons.
2. 1887-1891 — Cyrille Doyon, PLC indépendant
3. 1891-1896 — Louis Conrad Pelletier, Cons.

1968-1997
1. 1968-1979 — Ian Watson, PLC
2. 1979-1984 — Pierre Deniger, PLC
3. 1984-1993 — Fernand Jourdenais, PC
4. 1993-1997 — Richard Bélisle, BQ

Circonscription de Brossard—La Prairie
- BQ  = Bloc québécois
- PC  = Parti progressiste-conservateur
- PLC = Parti libéral du Canada